# ナチス式敬礼

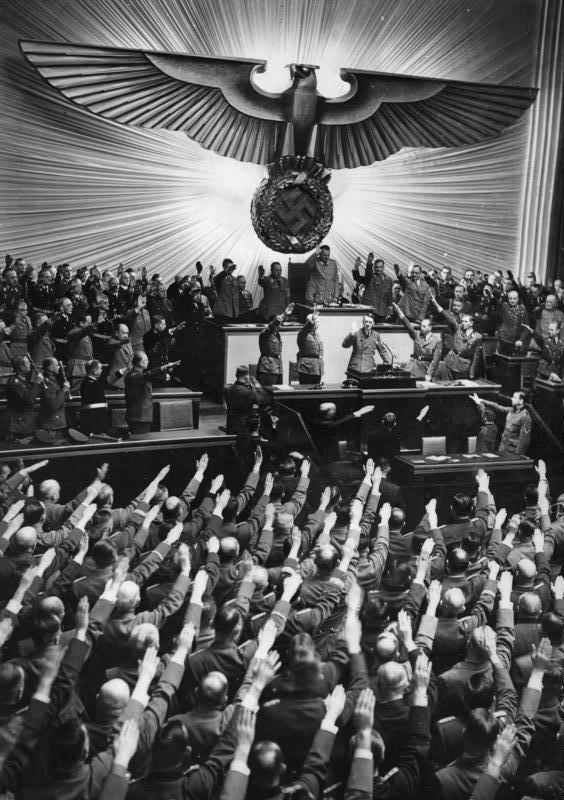
1941年、ドイツ議会でナチス式敬礼をするナチ党党員らと答礼するヒトラー（議長席下段の演壇中央）

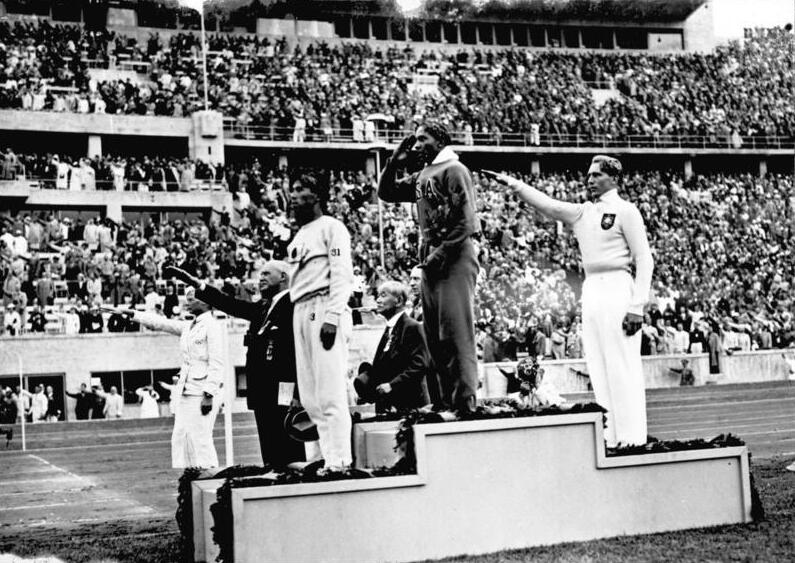
ベルリンオリンピック走り幅跳びのメダル授与式。左から、田島直人、ジェシー・オーエンス、ルッツ・ロング。ドイツ人のロングはナチス式敬礼をしているが、日本人の田島と、アメリカ人のオーエンスはナチス式敬礼をしていない。

ナチス式敬礼（ナチスしきけいれい）またはヒトラー式敬礼（ヒトラーしきけいれい、独: Hitlergruß）は、ナチス・ドイツが採用していた敬礼。
一般には古代ローマで行われていたとされているローマ式敬礼を、20世紀にイタリアでベニート・ムッソリーニが復活させ、更にドイツでナチスが採用した。日本では「ナチス式敬礼」と呼ばれる場合が多い。

## 概要
直立の姿勢で右手をピンと張り、一旦左胸の位置で水平に構えてから、掌を下に向けた状態で腕を斜め上に突き出すジェスチャーによる敬礼。この敬礼に「ハイル・ヒトラー」（独: Heil Hitler、ヒトラー万歳）または「ジークハイル」（独: Sieg Heil、勝利万歳）の声を付随させる。これはヒトラーへの権力や力の集中、彼への忠誠を意味しており、これを受ける唯一の存在であるヒトラー自身は、挙手（賛意を表したり発言許可を求める形態と同じ）のジェスチャーによる答礼でこの敬礼に応える。ヒトラー以外の人は同じ敬礼で応える事が義務であった。
なおヒトラーと袂を別った反ヒトラー派のシュトラッサー率いる革命的ナチスの場合は、同じようなスタイルで「ハイル・ドイチュラント」（独: Heil Deutschland、ドイツ万歳）と言った。
ナチス党内部の組織として発足した突撃隊や親衛隊で公式な敬礼として用いられ、国防軍でも1944年7月20日のヒトラー暗殺未遂事件以降、従来の敬礼ではなくこの敬礼が義務付けられた。
第二次世界大戦後のドイツでは、ナチス式敬礼は「ナチ賛美・賞賛」と見做され民衆扇動罪で逮捕・処罰の対象となる。オーストリアでも同様の法律があり、厳しい取り締まりの対象になっている。2006年、ドイツにおいて店のクリスマスディスプレーで右手を斜め上ではなく、天に挙げた複数のサンタクロース人形が、ナチス式敬礼とされて撤去となった。

隠語として 88 (achtundachtzig) とも呼ばれている。これはH がアルファベットの8番目であることから「ハイル・ヒトラー」（Heil Hitler）を意味するものである。
この「88」は、欧州の複数の国で自主規制や制限の対象となっている。例えば2014年に洗剤メーカーP&Gは、ドイツで発売していた洗濯洗剤に印字されていた「88」が不適切であったとして、「18」（アルファベットの1番目がAであるため、18はAH、つまりアドルフ・ヒトラーの頭文字となる）の印字されていた別製品と併せて出荷停止とした。2015年には、オーストリアで自動車のナンバープレートに88や1919（アルファベットの19番目がSであるため、1919はSS、つまり親衛隊の意味となる）を使うことが新たに禁止された。2023年にはイタリア・カルチョで背番号に88を使うことが禁じられた。
処罰の対象は、ドイツを訪問する外国人でも一切例外はなく、2017年には連邦議会議事堂前を訪れた中国人がナチス式敬礼をしたとして警察に逮捕され、500ユーロの罰金を科されている。また、酔ったアメリカ人男性が酒場でナチス式敬礼をした為、暴行を受けるといった事例も存在する。
今日、ネオナチは摘発を避けるために肘を伸ばした右腕を斜めに上げ、親指と人差し指と中指のみを伸ばすキューネン式敬礼 (Kühnengruß) を行う事が多い。本来は宣誓のための挙手であったが、転じてヒトラーへの忠誠を誓うという意味を持たせるようになった。1970年代のネオナチによって抵抗の敬礼（Widerstandgruß、三本指は頭文字のWを示す）として使われ始め、1992年にネオナチ指導者のミヒャエル・キューネンの姓をとってキューネン式敬礼と改称された。
現代のドイツでは、学校で生徒が発言を求める時やレストランで客が店員を呼ぶ時に挙手する場合、挙げた手の人差し指だけを伸ばして他の指は折り曲げ、ナチス式敬礼に見えないようにするのが常識である。

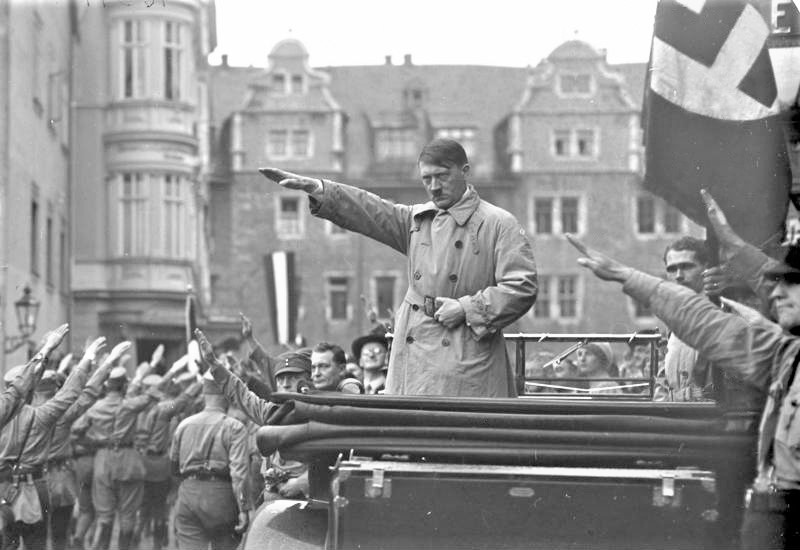
1930年10月、ワイマールのナチス党行進にてナチス式敬礼をするヒトラーと突撃隊
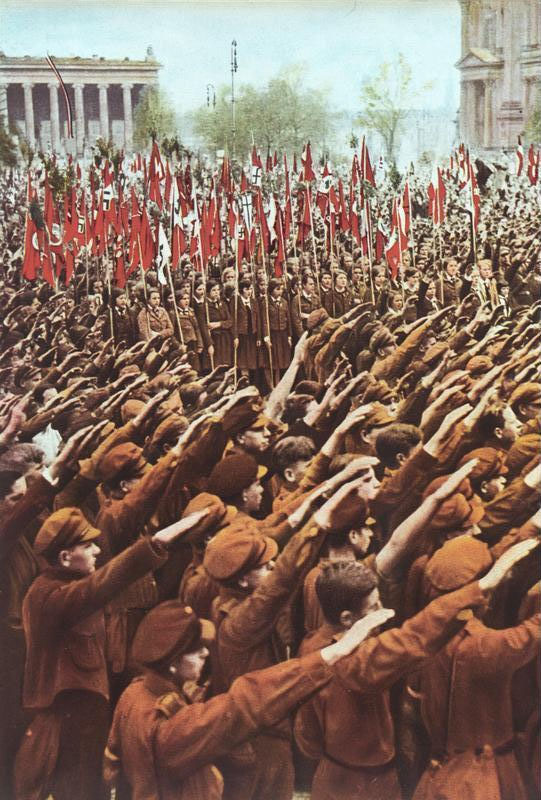
1933年、ベルリンのルストガルテンでの集会でナチス式敬礼を行うヒトラーユーゲント
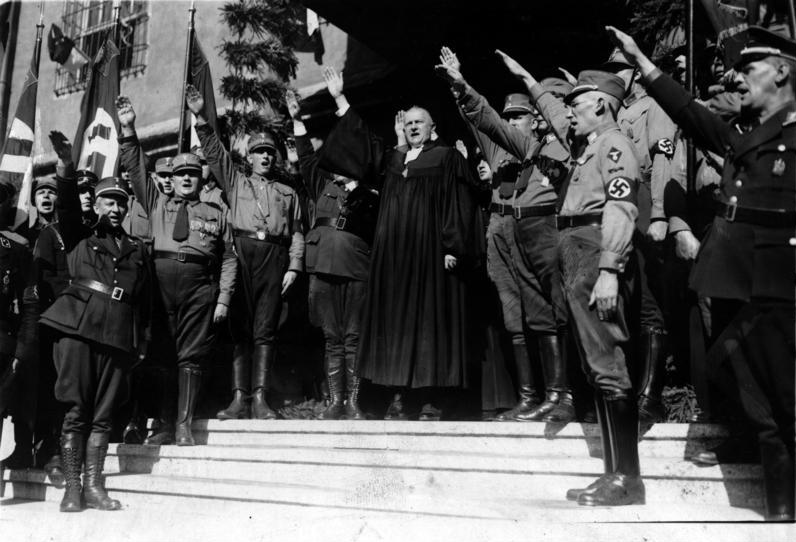
1933年9月、ヴィッテンベルクの国民会議でナチス式敬礼を行うドイツ・キリスト教会のルートヴィヒミュラー司祭ら
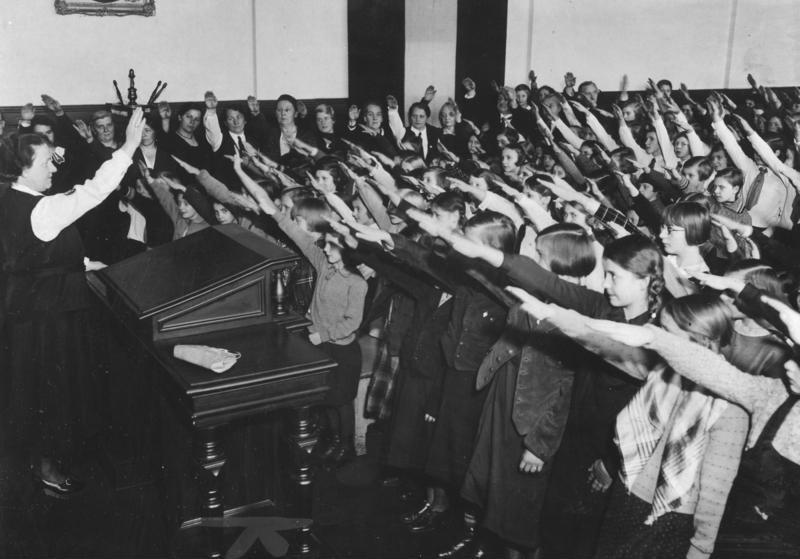
1934年、ベルリンの学校でのナチス式敬礼。この敬礼はドイツの学校で規則化された。
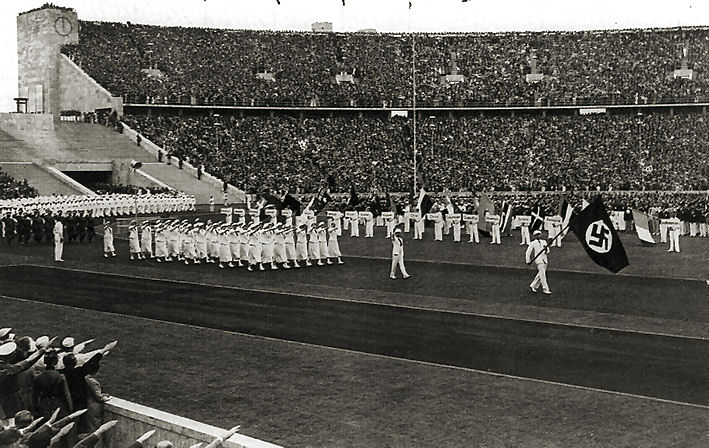
1936年ベルリンオリンピックの開会式でナチス式敬礼を行うドイツ選手団と観客
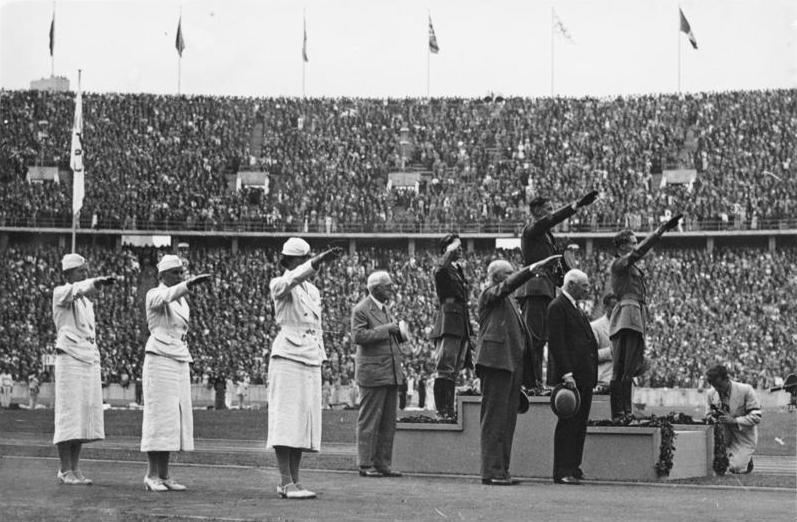
1936年ベルリンオリンピックの授賞式でナチス式敬礼を行う選手と役員
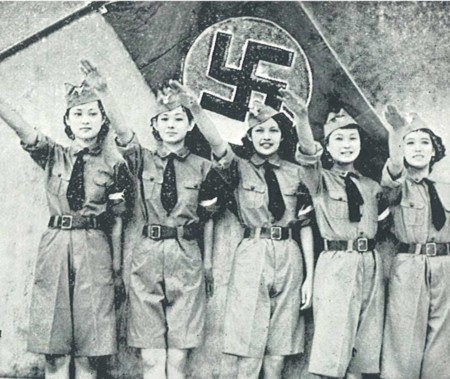
1938年9月、日本の東京有楽町の日本劇場でヒトラーユーゲント訪日歓迎で上映された日劇ダンスチームによるダンス作品「ハイル・ヒトラー」でのナチス式敬礼
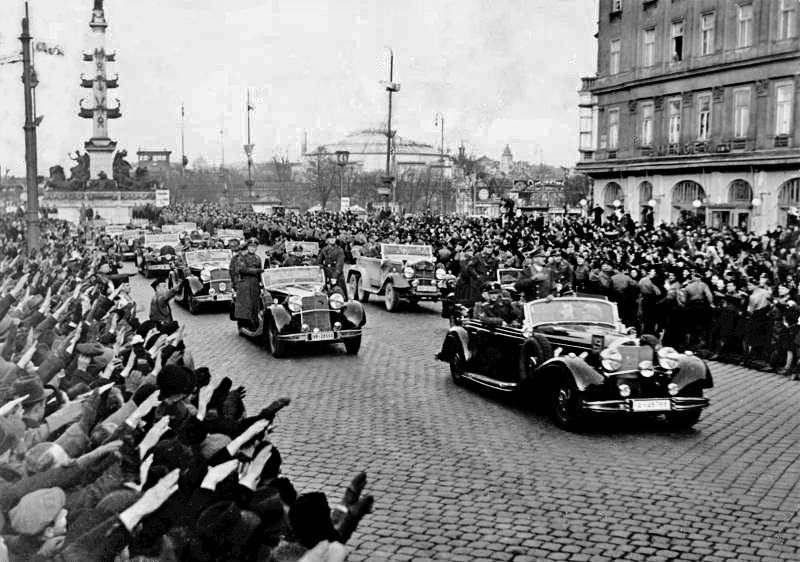
1938年3月、オーストリア併合後にウィーン市内をパレードするヒトラー
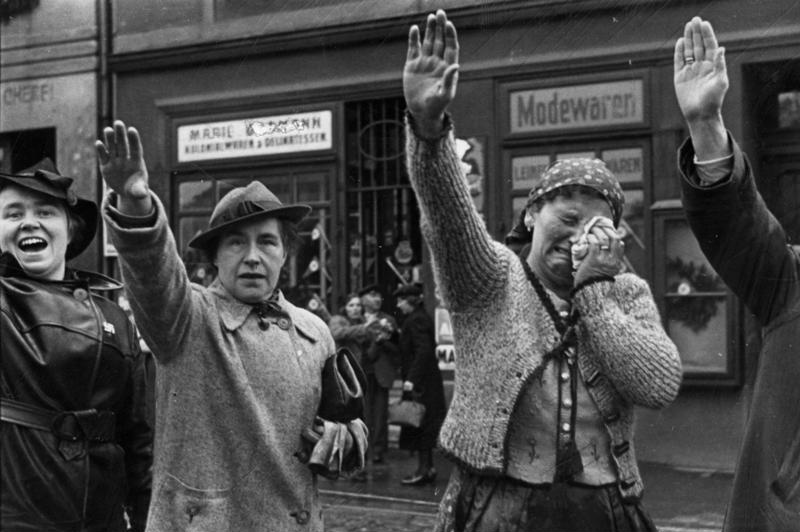
1938年10月、ズデーテン地方へのドイツ軍進駐を迎えるエーガーラント（英語版）の住民
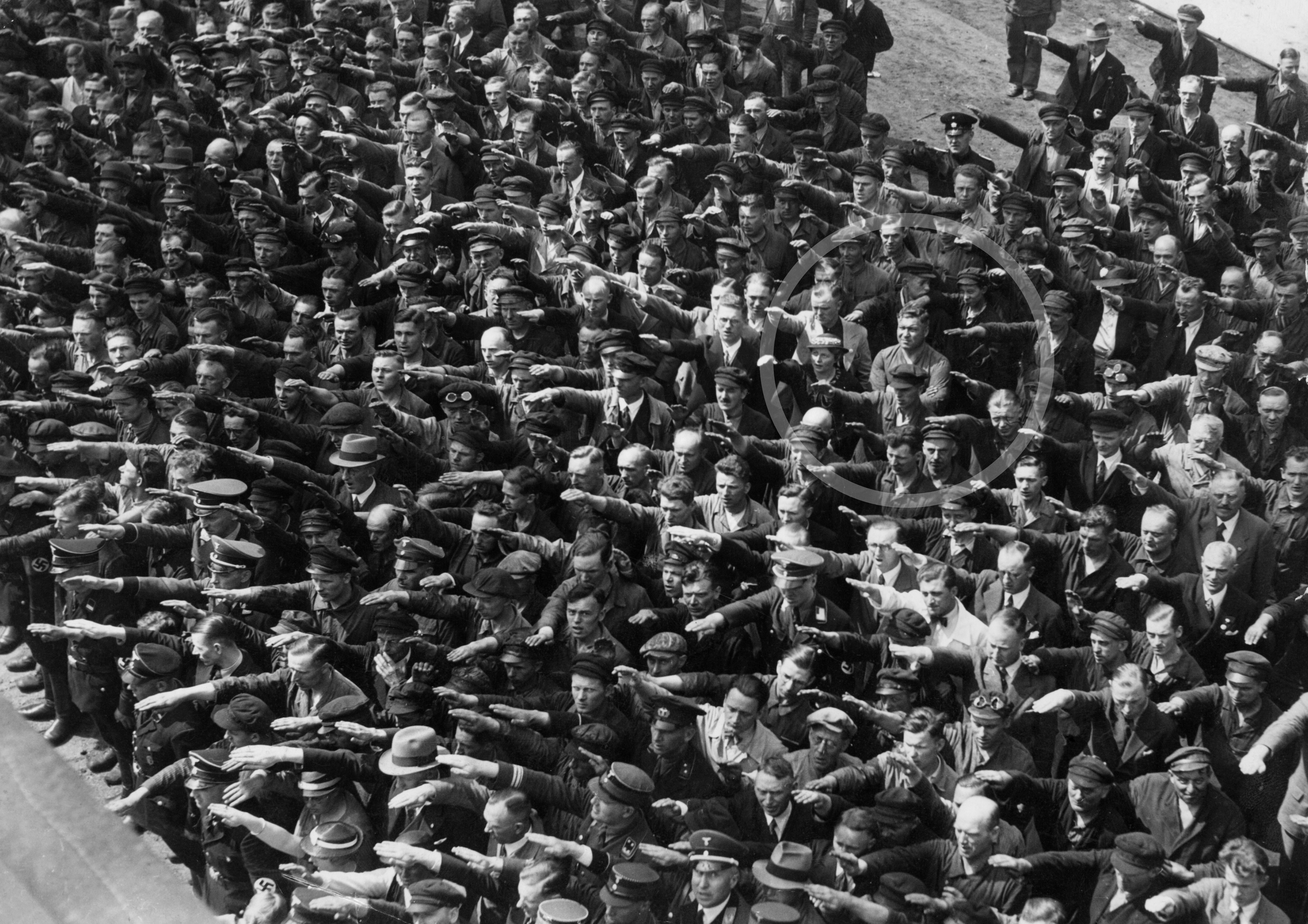
1936年6月、ハンブルクの進水式でナチス式敬礼を行う人々と、ただ一人行わなかったアウグスト・ランドメッサーの写真
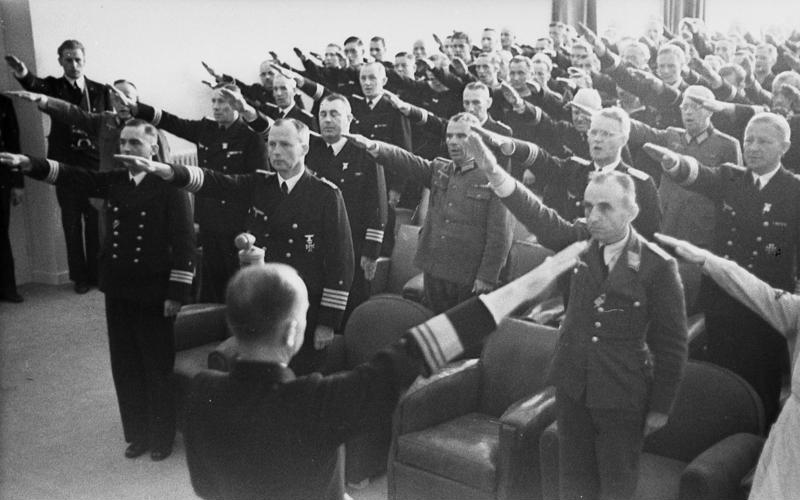
1941年、ナチス式敬礼を行うカール・デーニッツらドイツ海軍の海軍士官
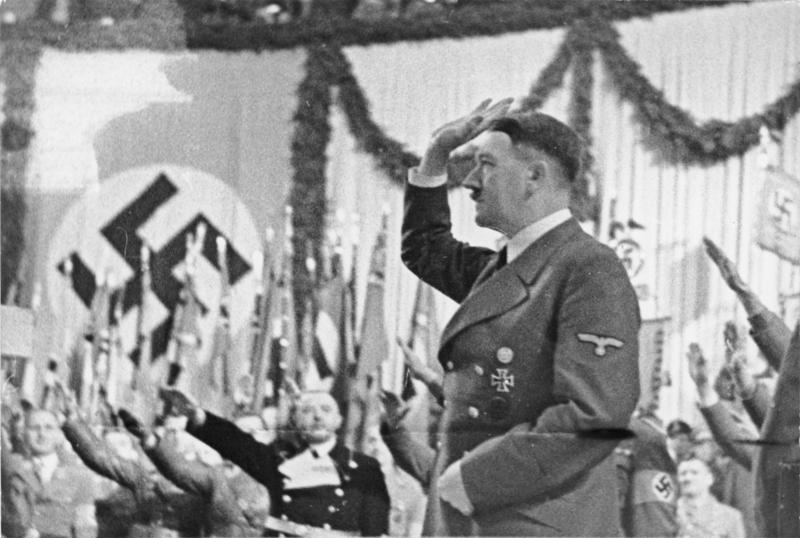
1943年1月、ベルリンスポーツ宮殿でナチス式敬礼に対して答礼するヒトラー
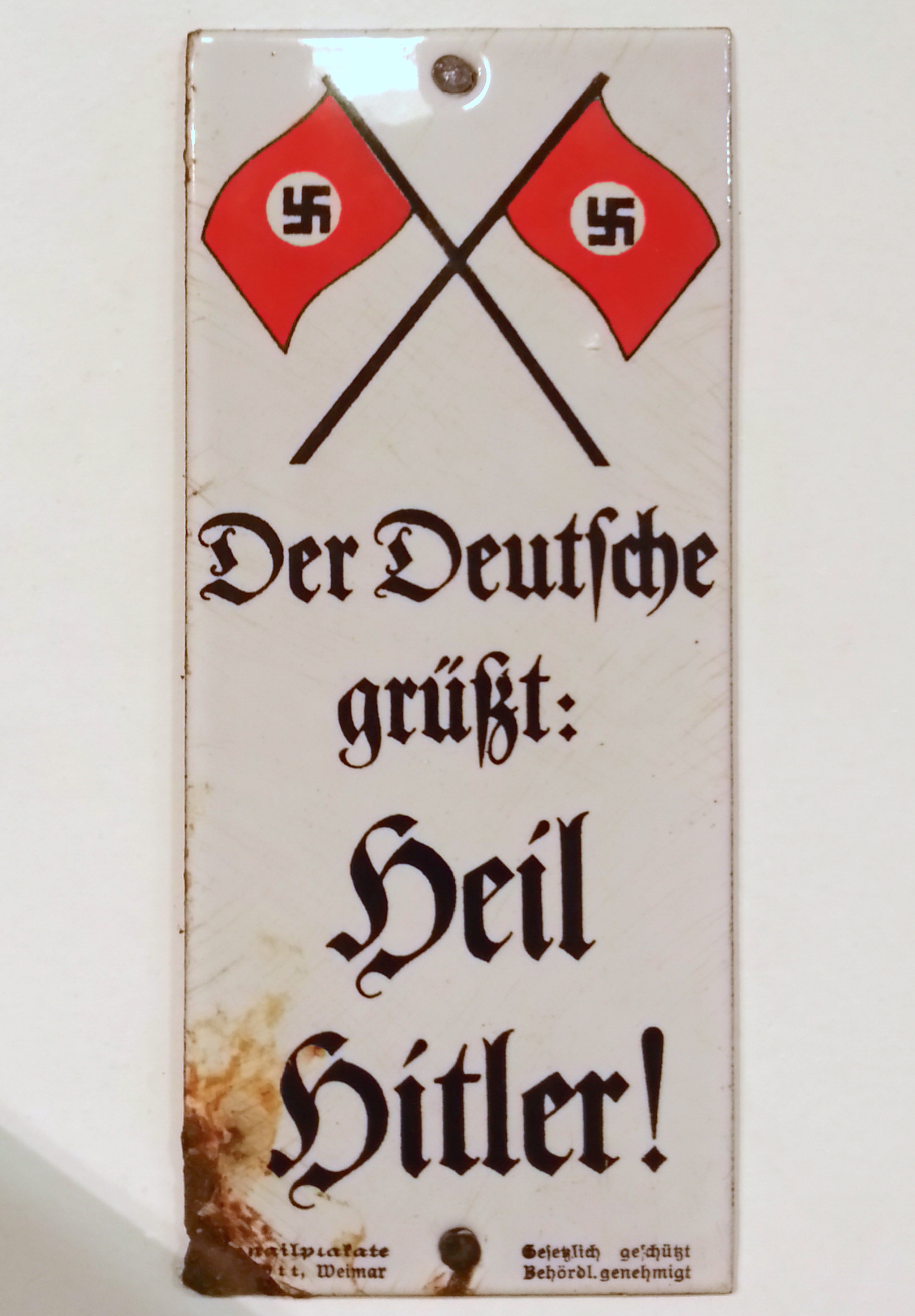
「ドイツの挨拶、ハイル・ヒトラー！」と記載されたホーロー看板
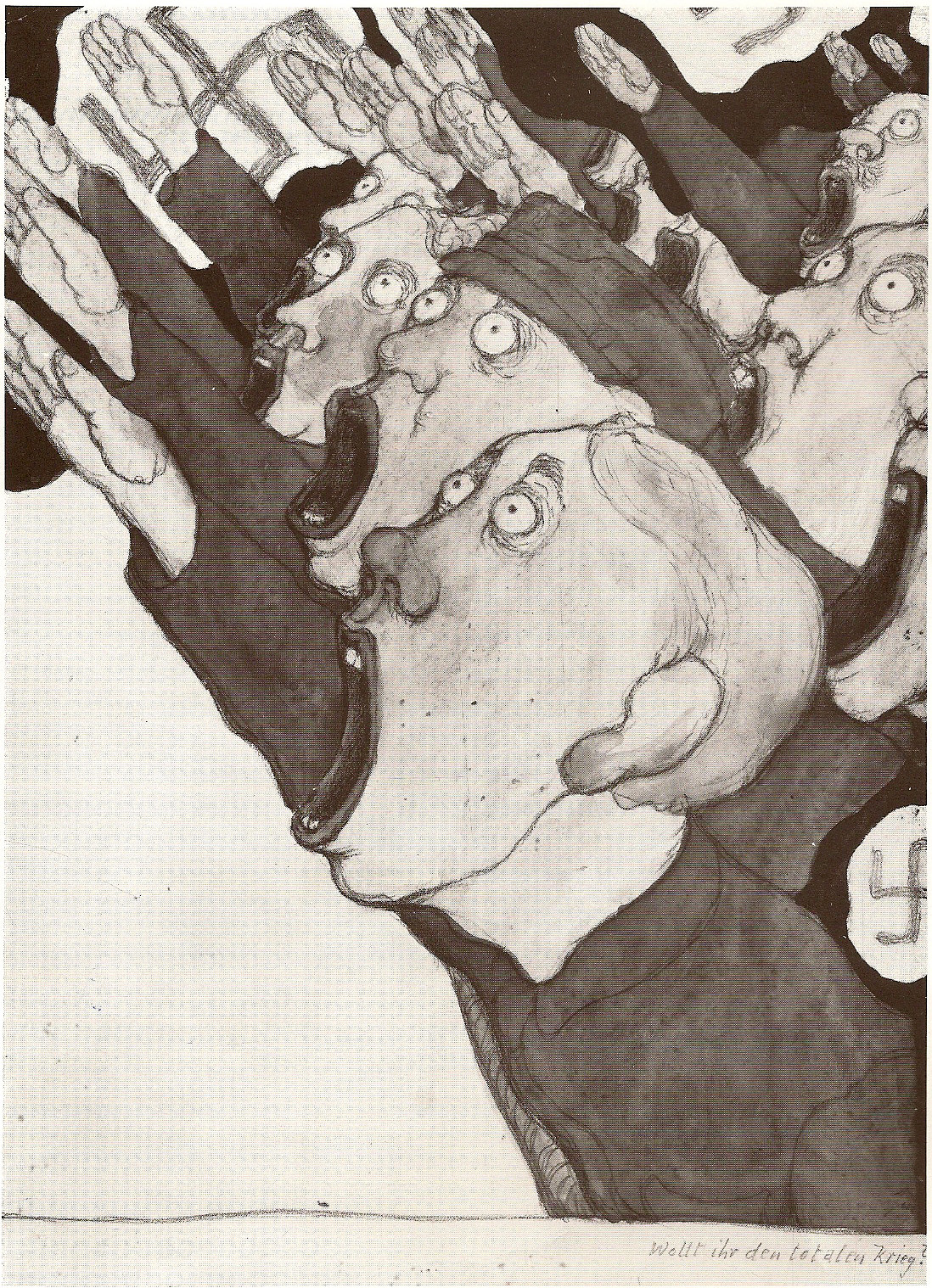
1945年、漫画家のヘルベルト・マルクセン（ドイツ語版）による風刺画「諸君は総力戦を望むか？」
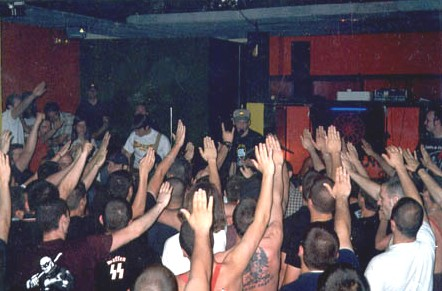
2003年、ネオナチのロックコンサート

## 類似例
ナチス式敬礼はローマ式敬礼に倣ったものであり、また類似のジェスチャーにはアメリカ合衆国のベラミー式敬礼などがある。
ドイツ共産党員は「 "Heil Moskau!"（ハイル・モスクワ!）」と叫び、右手の握りこぶしを掲げる敬礼を行った。ナチス式敬礼との違いは掲げる手の平を広げるか、閉じるか（握りこぶし）だけだった。
中東に於いては、パレスチナ警察やレバノンの民族主義政党シリア社会民族党、シーア派武装組織ヒズボラがナチス式敬礼を行っている。
イタリアのサッカー選手パオロ・ディ・カーニオが試合中パフォーマンスとして度々ナチス式敬礼をし非難されたが、古代ローマ式敬礼と主張している。スイスでは「宣伝目的でない限りヒトラー式の敬礼は罪に問われない」とする連邦最高裁判所の判例がある。
日本では高校野球での選手宣誓や、国民体育大会での選手行進時の表敬などで類似のジェスチャーが使用されている。例えば、2007年に東京都府中市で開催された第50回市民体育大会の際にローマ式敬礼が多く見られたとして、早稲田大学教授の村井誠人が苦言を呈し、議論が発生した。